# Australianos
Australianos, coloquialmente referidos como "Aussies", são os cidadãos nacionais da Austrália. A cidadania australiana é um estatuto legal, e a lei australiana não prevê uma componente racial ou étnica da nacionalidade.
Entre 1788 e a Segunda Guerra Mundial, a vasta maioria dos colonos e imigrantes provinha das Ilhas Britânicas (principalmente da Inglaterra, Irlanda e Escócia), embora também tenha havido uma significativa imigração da China e da Alemanha, no século XIX.
Muitos dos antigos assentamentos britânicos na Austrália eram colônias penais destinadas a abrigar condenados trazidos da Grã-Bretanha. Entre 1788 e 1857, 134 000 condenados foram para essas colônias, localizadas inicialmente em Sydney e, mais tarde, na Nova Gales do Sul, Ilha de Norfolk, Queensland, Austrália Ocidental e principalmente na Tasmânia.
A imigração de "colonos livres" aumentou exponencialmente a partir da década de 1850, com as "corridas do ouro" - fenômeno que se estendeu até o início do século XX.  Nas décadas seguintes à Segunda Guerra Mundial, registrou-se uma grande onda de imigração proveniente da Europa, com muito mais imigrantes chegando do Sul da Europa e da Europa Oriental do que nas décadas precedentes.
Desde o fim da política da Austrália Branca em 1973, o país adotou uma política de multiculturalismo e tem a oitava maior população de imigrantes do mundo, sendo que os imigrantes representavam 30% da população total do país em 2019. Grandes levas de imigrantes de todo o mundo continuam a chegar, sobretudo provenientes da Ásia. Há também as migrações internas  de descendentes  de indígenas australianos -  aborígenes australianos, aborígenes tasmanianos e nativos do Estreito de Torres.
O desenvolvimento de uma identidade nacional australiana separada começa no século XIX, com o movimento de oposição ao desterro penal, o crescimento do nacionalismo australiano e a Rebelião Eureka (1854), culminando na federação das colônias australianas, em 1901. 
A principal língua do país é o inglês australiano. Embora fortemente influenciada pelas origens anglo-célticas, a cultura da Austrália também tem sido influenciada pela migração multiétnica em todos os aspectos da vida, incluindo negócios, artes, cozinha, senso de humor e esportes 